# 舒加格鄉
45°46′N 23°38′E / 45.767°N 23.633°E
舒加格鄉（羅馬尼亞語：Comuna Șugag, Alba），是羅馬尼亞的鄉份，位於該國中部，由阿爾巴縣負責管轄，面積253平方公里，海拔高度662米，2011年人口2,726，人口密度每平方公里12人。